# آلن گیرودی
آلن گیرودی (فرانسوی: Alain Guiraudie‎؛ زادهٔ ۱۵ ژوئیهٔ ۱۹۶۴) فیلمنامه‌نویس و کارگردان اهل فرانسه است. موضوع بیشتر فیلم‌های او مسائل مرتبط با دگرباشان جنسی است.
در سال ۲۰۱۳ فیلم غریبه کنار دریاچه به کارگردانی او در بخش نگاهی نو جشنواره کن به نمایش در آمد و جایزه بهترین کارگردان را از آن خود کرد.

## فیلم‌شناسی
- قهرمانان ۱۹۹۰ (فیلم کوتاه)
- چشم به سقف در سال ۱۹۹۳ (فیلم کوتاه)
- مستقیم به جلو تا صبح ۱۹۹۴ (فیلم کوتاه)
- موضوع کوچک وجدان
- سلطان فرار
- غریبه کنار دریاچه (۲۰۱۳)
- عمودی ماندن (۲۰۱۶)